# Кубок Азербайджану з футболу 2007—2008
Кубок Азербайджану з футболу 2007–2008 — 16-й розіграш кубкового футбольного турніру в Азербайджані. Переможцем вдруге у своїй історії став Хазар-Ланкаран.

## Перший раунд
Перші матчі відбулися 26 вересня, а матчі-відповіді 3-4 жовтня 2007 року. Інтер-2 (Баку) пройшов до наступного раунду після жеребкування.
| Команда 1             | Заг. | Команда 2                    | 1-й матч | 2-й матч |
| --------------------- | ---- | ---------------------------- | -------- | -------- |
| Нефтчі-2 (Баку) (2)   | 0:5  | Карван                       | 0:3      | 0:2      |
| Мугань (Салян) (2)    | 3:10 | Хазар-Ланкаран               | 1:3      | 2:7      |
| Шахдаг (2)            | 0:8  | Нефтчі (Баку)                | 0:7      | 0:1      |
| Адлійя (2)            | 1:12 | Гянджларбірлії (Сумгаїт)     | 1:6      | 0:6      |
| Бакили (2)            | 1:4  | Олімпік (Баку)               | 0:3      | 1:1      |
| МОІК (2)              | 0:4  | Габала                       | 0:2      | 0:2      |
| Семукс (2)            | 3:6  | АБН-Барда                    | 2:3      | 1:3      |
| Стандард-2 (Баку) (2) | 1:5  | Баку                         | 1:5      | -:-      |
| Карабах-2 (2)         | 0:5  | Стандард (Баку)              | 0:1      | 0:4      |
| Баку-2 (2)            | 0:5  | Туран                        | 0:2      | 0:3      |
| МКТ-Араз (2)          | 0:5  | Карабах (Агдам)              | 0:1      | 0:4      |
| Хазар-Ланкаран-2 (2)  | 1:4  | Масалли                      | 0:2      | 1:2      |
| ГЕН (2)               | 1:8  | Інтер (Баку)                 | 1:3      | 0:5      |
| Абшерон (2)           | 4:3  | Енергетик (2)                | 3:1      | 1:2      |
| Сімург                | 3:0  | Аншад-Петроль (Нефтчала) (2) | 1:0      | 2:0      |

## 1/8 фіналу
Перші матчі відбулися 24, 25 і 31 жовтня, а матчі-відповіді 31 жовтня, 1 і 7 листопада 2007 року.
| Команда 1                | Заг.    | Команда 2          | 1-й матч | 2-й матч |
| ------------------------ | ------- | ------------------ | -------- | -------- |
| Гянджларбірлії (Сумгаїт) | 1:9     | Хазар-Ланкаран     | 1:4      | 0:5      |
| Баку                     | 3:2     | Інтер-2 (Баку) (2) | 3:0      | 0:2      |
| Габала                   | 2:2 (ч) | Сімург             | 1:0      | 1:2      |
| АБН-Барда                | 2:4     | Олімпік (Баку)     | 1:1      | 1:3      |
| Нефтчі (Баку)            | 4:0     | Абшерон (2)        | 3:0      | 1:0      |
| Туран                    | 1:4     | Карабах (Агдам)    | 0:2      | 1:2      |
| Масалли                  | 2:5     | Інтер (Баку)       | 0:2      | 2:3      |
| Стандард (Баку)          | 4:0     | Карван             | 2:0      | 2:0      |

## Чвертьфінали
Перші матчі відбулися 6-7 березня, а матчі-відповіді 19-20 березня 2008 року.
| Команда 1       | Заг.         | Команда 2       | 1-й матч | 2-й матч |
| --------------- | ------------ | --------------- | -------- | -------- |
| Карабах (Агдам) | 2:3          | Інтер (Баку)    | 2:2      | 0:1      |
| Олімпік (Баку)  | 1:2          | Хазар-Ланкаран  | 1:0      | 0:2      |
| Баку            | 2:2 пен. 3:4 | Габала          | 1:1      | 1:1 дч   |
| Нефтчі (Баку)   | 5:1          | Стандард (Баку) | 4:1      | 1:0      |

## Півфінали
Перші матчі відбулися 9 квітня, а матчі-відповіді 23 квітня 2008 року.
| Команда 1     | Заг. | Команда 2      | 1-й матч | 2-й матч |
| ------------- | ---- | -------------- | -------- | -------- |
| Габала        | 2:4  | Хазар-Ланкаран | 1:3      | 1:1      |
| Нефтчі (Баку) | 2:3  | Інтер (Баку)   | 2:2      | 0:1      |

## Фінал
| 24 травня 2008 17:00 (UTC+4) |

| Хазар-Ланкаран     | 2:0 дч | Інтер (Баку) |
| ------------------ | ------ | ------------ |
| Жунінью 115', 118' |        |              |

| Республіканський стадіон імені Тофіка Бахрамова, Баку Глядачів: 18 000 |